# Мостоградња
Мостоградња је водећа српска грађевинска компанија, са сједиштем у Београду. Њихови пројекти укључују мостове и петље, као и индустријске и војне објекте у бившој Југославији и иностранству.

## Историја
1945. група инжињера, техничара и радника добила је задатак од Дирекција Југословенских железница да реконструише жељезнички мост у Панчеву преко Тамиша, уништеног у Другом свјетском рату. 1946. и 1947. група је добила додатну одговорност да обнови мостове преко Тисе код Титела и преко Дунава код Богојева. 
У јулу 1947, Дирекција Југословенских железница је основала Мостоградњу Жељезничко грађевинско предузеће, да се специјализује у изградњи мостова. Сједиште компаније, које се раније налазило на локацијама великих пројеката, коначно је пресељено из Титела у Београд, почетком 1949.
Године 1952. Мостоградња је одвојена од јавне жељезничке компаније и постала самостално предузеће. 
Седамдесетих и осамдесетих Мостоградња је завршила серију великих грађевинских пројеката у земљи и иностранству. Пројекти код куће су били мост Газела, петље Аутокоманда и Мостарска, неколико мостова преко Дунава, као и мост који повезује Крк са хрватским копном, који је тада био најдужи мост на свијету са луковима. У иностранству су грађени мостови, хангари, индустријски и војни објекти у Европи, Азији, Африци. Међу њима и серију мостовапреко ријека Еуфрат и Тигрис у Ираку.
До почетка осамдесетих, Мостоградња је имала 5 000 запослених и била међу 250 највећих свјетских грађевинских фирми. Распад Југославије, трговински ембарго УН Србији деведесетих имали су за посљедицу смањење тржишта компаније, али је она наставила са радом на неколико домаћих пројеката, укључујући мостове преко Саве у Обреновцу и Остружници. Претходно државно предузеће је приватизовано и постало акционарско друштво.
Пројекти предузећа су тренутно реконструкција мостова уништених у НАТО бомбардовању 1999., као и поправке истих широм Србије.

## Сајт
- http://www.mostogradnja.rs